# Mrchožroutovití
Mrchožroutovití (Silphidae) je čeleď brouků, obecně známých jako hrobaříci nebo mrchožrouti, obsahující asi 200 druhů. Mnoho druhů je carnivorních (masožravých), některé druhy se živí pouze zdechlinami.
Tato čeleď se dělí na dvě podčeledi Nicrophorinae a Silphinae.
Rody Phosphuga, Ablattaria a Silpha jsou převážně lovci šneků. Do ulity šneka vstříknou trávicí šťávy a natrávené maso pak z ulity vysají. Nejvíce rozšířeným evropským druhem je mrchožrout černý (Phosphuga atrata).
Mrchožrouti rodu Dendroxena (dříve Xylodrepa) loví housenky a jsou užiteční, zatímco mrchožrouti rodu Aclypea (dříve Blitophaga) jsou považováni za škůdce, protože se přiživují na zahradních rostlinách.
Nejznámějšími představiteli čeledi jsou hrobaříci (Nicrophorus Fabricius, 1775), kteří jsou mrchožrouty.